# نظریه توسعه
نظریهٔ توسعه، آمیزه‌ای از نظریه‌ها یا نگاهی عام به آن دسته از نظریه‌هاست که به این پرسش می‌پردازند: چگونه می‌توان به بهترین شکل، تغییرات مطلوب را در جامعه ایجاد کرد؟ چنین نظریه‌هایی از انواع گوناگون رویکردها و شاخه‌های علوم اجتماعی استفاده می‌کنند. در این مقاله، نظریه‌های مختلف و آخرین تحولات این نظریه‌ها مورد بحث قرار می‌گیرد.

## نظریهٔ مدرنیزاسیون
نظریهٔ مدرنیزاسیون برای تحلیل نحوهٔ وقوع فرایندهای مدرنیزاسیون در جوامع مختلف مورد استفاده قرار می‌گیرد. این نظریه در پی آن است که مشخص کند کدام ویژگی‌ها در کشورهای مختلف به توسعهٔ اقتصادی سود می‌رساند و کدام ویژگی‌ها مانعی در برابر توسعهٔ اقتصادی است. فرض بر آن است که تشخیص این ویژگی‌ها می‌تواند اقدامات «همکاری توسعه‌ای» و «کمک‌های توسعه‌ای» را هدفمندتر سازد و به مدرنیزاسیون جوامع «سنتی» یا «عقب‌مانده» کمک کند. دانشمندانی از رشته‌های پژوهشی مختلف به شکل‌گیری نظریهٔ مدرنیزاسیون کمک کرده‌اند. 

### نظریهٔ مدرنیزاسیون جامعه‌شناختی و انسان‌شناختی
اصول مقدماتی نظریهٔ مدرنیزاسیون از ایدهٔ پیشرفت به دست می‌آید، یعنی این ایده که مردم می‌توانند پیشرفت کنند و خودشان جامعهٔ خود را تغییر دهند. مارکی دو کندورسه، فیلسوف فرانسوی، در پایه‌گذاری اصول این نظریه نقش مهمی داشت. همچنین طبق این نظریه، پیشرفت‌های فنی و تغییرات اقتصادی می‌تواند باعث تغییر در ارزش‌های اخلاقی و فرهنگی شود. امیل دورکیم، جامعه‌شناس فرانسوی، بر وابستگی متقابل نهادها در یک جامعه و نحوهٔ تعامل آن‌ها در چارچوب‌های فرهنگی و اجتماعی تأکید داشت. اثر او تحت عنوان «تقسیم کار در جامعه» بسیار تأثیرگذار بود. در این کتاب، نحوهٔ حفظ نظم اجتماعی و گذار جوامع ماقبل مدرن به جوامع پیشرفته توصیف شده‌است.
سایر دانشمندانی که به شکل‌گیری نظریهٔ مدرنیزاسیون کمک کردند، عبارتند از: دیوید اپتر که دربارهٔ نظام سیاسی و تاریخ دموکراسی پژوهش‌هایی انجام داد؛ سیمور مارتین لیپست که معتقد بود توسعهٔ اقتصادی به تغییراتی اجتماعی منجر می‌شود که می‌توانند به شکل‌گیری دموکراسی بینجامند؛ دیوید مک‌کللند که با استفاده از نظریه‌اش تحت عنوان نظریهٔ انگیزه‌ها، از دیدگاه روان‌شناختی به مدرنیزاسیون پرداخت؛ و تالکوت پارسونز که از «متغیرهای الگویی» برای مقایسهٔ عقب‌ماندگی و مدرنیته استفاده کرد.

### مدل مراحل خطی رشد
مدل مراحل خطی رشد، یک مدل اقتصادی تدوین‌شده از سوی مارشال پلان است که برای احیای اقتصاد اروپا پس از جنگ جهانی دوم مورد استفاده قرار گرفت. در این مدل، فرض بر آن است که رشد اقتصادی فقط از طریق صنعتی‌سازی امکان‌پذیر است. نهادهای محلی و رویکردهای اجتماعی، به‌خصوص اگر بر نرخ پس‌انداز و سرمایه‌گذاری تأثیر بگذارند، می‌توانند رشد را محدود کنند؛ بنابراین، طبق این مدل، محدودیت‌های مانع رشد اقتصادی، از درون خود جامعه ناشی می‌شوند.
طبق مدل مراحل خطی رشد، تزریق صحیح و هنگفت سرمایه همراه با دخالت بخش دولتی می‌تواند در نهایت به صنعتی‌سازی و رشد اقتصادی یک کشور در حال توسعه منجر شود.
مراحل رشد روستو، معروف‌ترین نمونهٔ مدل مراحل خطی رشد است. والت روستو پنج مرحله را مشخص کرد که از طریق آن، کشورهای در حال توسعه به اقتصاد پیشرفته دست می‌یابند: ۱. جامعهٔ سنتی ۲. پیش‌شرط‌های آغاز حرکت ۳. آغاز حرکت ۴. رسیدن به بلوغ ۵. مرحلهٔ مصرف گسترده. او معتقد بود که توسعهٔ اقتصادی را باید برخی بخش‌های اقتصادی قوی‌تر رهبری کنند؛ این اعتقاد بر خلاف مارکسیسم است که طبق آن، بخش‌های مختلف باید به موازات هم پیشرفت کنند. طبق مدل روستو، یک کشور باید از برخی قواعد توسعه پیروی کند تا بتواند حرکتش را شروع کند: ۱. نرخ سرمایه‌گذاری کشور باید حداقل به ۱۰ درصد تولید ناخالص داخلی‌اش برسد. ۲. یک یا دو بخش تولیدی با میزان بالای رشد باید پایه‌گذاری شود ۳. یک چارچوب سازمانی، سیاسی و اجتماعی باید وجود داشته باشد یا ایجاد شود تا به توسعهٔ این بخش‌ها کمک کند.
مدل روستو دارای نقاط ضعف جدی است، از جمله: ۱. فرض این مدل آن است که می‌توان از طریق یک سری مراحل مشخص که برای همهٔ کشورها یکسان هستند، به توسعه رسید که فرضی مشکوک و غیرقابل‌اعتماد است ۲. این مدل توسعه را فقط بر اساس افزایش تولید ناخالص داخلی سرانه می‌سنجد ۳. این مدل بر ویژگی‌های مختلف توسعه تأکید می‌کند، اما عوامل انگیزاننده‌ای را که باعث توسعه می‌شوند، مشخص نمی‌کند؛ لذا این مدل، ساختارهای اجتماعی را که باید برای تشویق توسعه موجود باشند، نادیده می‌گیرد.
نظریه‌های مدرنیزاسیون اقتصادی مثل مدل روستو شدیداً تحت تأثیر مدل هارود-دومار هستند که نرخ رشد یک کشور را بر اساس نرخ پس‌انداز و بهره‌وری سرمایه، به صورت ریاضی‌گونه تبیین می‌کند.
در نظریهٔ مدرنیزاسیون اقتصادی، دخالت گستردهٔ دولت غالباً برای توسعهٔ موفق ضروری تلقی شده‌است. پل روسنستاین-رودان، راگنار نورکسه و کورت مندلبام معتقدند که «نظریهٔ فشار بزرگ» در برنامه‌ریزی و سرمایه‌گذاری زیرساخت‌ها برای تشویق صنعتی‌سازی ضروری است و بخش خصوصی به تنهایی نمی‌تواند منابع صنعتی‌سازی را تأمین کند.
یک نظریهٔ مؤثر دیگر در مدرنیزاسیون، مدل دوبخشی آرتور لوئیس است. در این مدل، لوئیس توضیح می‌دهد که چگونه تولید پویا و مدرن و همچنین اقتصاد خدمات‌محور جایگزین بخش‌های روستایی راکد می‌شود.
به دلیل تأکید فراوان بر نیاز به سرمایه‌گذاری، گاهی گفته می‌شود مدل مراحل خطی رشد از «بنیادگرایی سرمایه‌ای» رنج می‌برند.

### منتقدان نظریهٔ مدرنیزاسیون
طبق نظریهٔ مدرنیزاسیون، سنت‌ها و نهادهای از پیش موجودِ جوامع «ابتدایی» (پیشامدرن)، موانع رشد اقتصادی مدرن هستند. مدرنیزاسیون اگر از بیرون به یک جامعه تحمیل شود، می‌تواند باعث تغیر خشونت‌آمیز و رادیکال شود، اما طبق دیدگاه نظریه‌پردازان مدرنیزاسیون، مزایای مدرنیزاسیون بر چنین عوارضی می‌چربد. منتقدان خاطرنشان می‌کنند که جوامع سنتی در حال نابودی هستند و شکل جدیدی از فقر آن‌ها را دربرگرفته‌است، در حالی که به مزایای وعده‌داده‌شدهٔ مدرنیزاسیون نیز نرسیده‌اند.

## ساختارگرایی
ساختارگرایی یک نظریهٔ توسعه است که بر جنبه‌های ساختاری که مانع رشد اقتصادی کشورهای رو به توسعه می‌شوند، تأکید می‌کند. واحد تحلیل در این نظریه، دگرگونی اقتصاد کشورها از سمت کشاورزی در حد امرار معاش به سمت نظام تولیدی مدرن و شهری و اقتصاد خدمات‌محور است. سیاست‌های توصیه‌شده ناشی از تفکر ساختارگرا عبارت است از دخالت گستردهٔ دولت در اقتصاد برای تشویق بخش صنعتی که به صنعتی‌سازی جایگزین واردات (ISI) معروف است.
این دگرگونی ساختاری در کشور در حال توسعه انجام می‌شود تا اقتصادی به وجود آید که نهایتاً از رشد پایدار و خودبسنده برخوردار باشد. این امر فقط با توقف وابستگی کشور رو به توسعه به صادرات کالاهای اساسی (محصولات معدنی و کشاورزی) و پیگیری توسعهٔ درون‌محور با حمایت از اقتصاد داخلی در برابر اقتصادهای توسعه‌یافته امکان‌پذیر است. از طریق تعبیهٔ انواع موانع تجاری و افزایش نرخ برابری ارز، تجارت با اقتصادهای پیشرفته به حداقل می‌رسد؛ به این ترتیب، تولید نمونهٔ داخلی محصولات صنعتی که قبلاً وارد می‌شدند، تشویق می‌شود. منطق این راهبرد در «استدلال صنعت نوپا» نهفته‌است که طبق آن، صنایع تازه‌کار در مراحل اولیه از «مزیت مقیاس» و تجربهٔ لازم برای رقابت با رقبای خارجی برخوردار نیستند و بنابراین باید تا زمانی که قادر به رقابت در بازار آزاد می‌شوند، مورد حمایت قرار گیرند.
فرضیهٔ پربیش-سینگر بیان می‌کند که به مرور زمان، «نسبت مبادله» (نسبت صادرات به واردات) برای کالاهای اولیه در مقایسه با کالاهای نهایی کاهش می‌یابد، زیرا «کشش درآمدی تقاضا» برای کالاهای نهایی بیش از کالاهای اولیه است. اگر این مسئله صادق باشد، استدلال دیگری به نفع استراتژی صنعتی‌سازی جایگزین واردات به دست می‌آید.
ساختارگرایان معتقدند که تنها راه به سمت توسعه برای کشورهای جهان سوم آن است که اقداماتی از سوی دولت انجام شود. کشورهای جهان سوم باید صنعتی‌سازی را تشویق کنند و وابستگی خود را به تجارت با جهان اول کاهش دهند و بین خودشان به تجارت بپردازند.
ریشه‌های ساختارگرایی به آمریکای جنوبی و به‌خصوص شیلی بازمی‌گردد. در سال ۱۹۵۰، رائول پربیش به شیلی رفت و اولین رئیس «کمیسیون اقتصادی آمریکای لاتین» شد. در شیلی او با سلسو فورتادو، آنیبال پینتو، اسوالدو سانکل و دادلی سیرز همکاری کرد که همگی به صاحبنظران تأثیرگذار در حوزهٔ ساختارگرایی تبدیل شدند.

## نظریهٔ وابستگی
نظریهٔ وابستگی اساساً نظریهٔ خلفی برای تفکر ساختارگراست و بسیاری از ایده‌های اصلی این دو نظریه، مشترک است. بر خلاف ساختارگرایان که معتقد بودند بدون استراتژیِ قاطعانهٔ قطع ارتباط و صنعتی‌سازی جایگزین واردات، اصلاً توسعه امکان‌پذیر نیست، طبق نظریهٔ وابستگی، می‌توان با وجود روابط خارجی با بخش‌های توسعه‌یافتهٔ جهان، به توسعه دست یافت. با این حال، این نوع توسعه نوعی «توسعهٔ وابسته» است یعنی از محرک و انگیزهٔ داخلی (درون کشور در حال توسعه) برخوردار نیست و بنابراین در برابر تغییرات پراکندهٔ بازار جهانی، بسیار آسیب‌پذیر است. نظریهٔ وابستگی از این تصور آغاز می‌شود که منابع از سمت کشورهای حاشیه یعنی کشورهای توسعه‌نیافته و فقیر به سمت کشورهای هسته یعنی کشورهای ثروتمند جریان می‌یابد. این امر به انباشتگی ثروت در کشورهای ثروتمند و فقیرتر شدن کشورهای فقیر می‌انجامد. بر خلاف نظریهٔ مدرنیزاسیون، نظریهٔ وابستگی بر این مبناست که همهٔ جوامع از طریق مراحل مشابه و یکسان به توسعه نمی‌رسند. کشورهای پیشامدرن دارای ویژگی‌ها، ساختارها و نهادهای منحصر به فردِ مربوط به خود هستند و نسبت به اقتصاد بازار جهانی ضعیف‌ترند، در حالی که کشورهای توسعه‌یافته هرگز در گذشته، در چنین موقعیت و جایگاهی نبوده‌اند (در جایگاهِ دنباله‌رو نبوده‌اند). نظریه‌پردازان وابستگی معتقدند که کشورهای در حال توسعه، از نظر اقتصادی آسیب‌پذیر باقی خواهند ماند، مگر آنکه ارتباط خود را با بازار جهانی کاهش دهند.
طبق نظریهٔ وابستگی، کشورهای فقیر، ارائه‌دهندهٔ منابع طبیعی و نیروی کار ارزان به کشورهای توسعه‌یافته هستند که بدون این موارد، کشورهای توسعه‌یافته نمی‌توانستند از این سطح زندگی بالا برخوردار باشند. همچنین کشورهای توسعه‌یافته تلاش می‌کنند تا این وضعیت را حفظ کنند و نگذارند کشورهای در حال توسعه از تأثیرگذاری کشورهای پیشرفته بکاهند. به عبارت دیگر، فقط کشورهای در حال توسعه ناشی از انزوای این کشورها در نظام جهانی نیست، بلکه به دلیل موقعیت و نحوهٔ رفتار با آن‌ها در این نظام است.
نظریهٔ وابستگی، علاوه بر ریشه‌های ساختارگرایانه، نقاط مشترک زیادی نیز با نئومارکسیسم و نظریهٔ نظام جهانی دارد که این مسئله در آثار ایمانوئل والرشتاین، از معروف‌ترین نظریه‌پردازان وابستگی، مشهود است. والرشتاین مفهوم جهان سوم را رد می‌کند و مدعی است که تنها یک جهان وجود دارد که از طریق روابط اقتصادی، یکپارچه شده‌است (نظریهٔ نظام جهانی). او معتقد است که این نظام ذاتاً باعث می‌شود که جهان به بخش مرکزی، نیمه‌حاشیه‌ای و حاشیه‌ای تقسیم شود. یکی از نتایج گسترش نظام جهانی، «کالایی‌شدنِ» چیزهایی مثل منابع طبیعی، نیروی کار و روابط انسانی است.

## نیازهای اساسی
رویکرد نیازهای اساسی را اولین بار سازمان بین‌المللی کار در سال ۱۹۷۶ معرفی کرد. این رویکرد عمدتاً در واکنش به رویکردهای مدرنیزاسیون رایج و رویکردهای توسعهٔ مبتنی بر ساختارگرایی پدید آمد که به نتایج رضایت‌بخشی از نظر کاهش فقر و مبارزه با نابرابری در کشورهای رو به توسعه دست نیافته بودند. در این رویکرد، تلاش می‌شود یک میزان حداقل مطلق منابع لازم برای رفاه فیزیکی درازمدت مشخص شود. مفهوم خط فقر که از همین ایده ناشی می‌شود، عبارت است از میزان درآمد لازم برای رفع نیازهای اساسی. این رویکرد به‌خصوص در حوزهٔ همکاری‌های توسعه‌ای کاربرد دارد و تعیین می‌کند که یک جامعه برای ادامهٔ حیات به چه چیز نیازمند است و برای آنکه جمعیت فقیر به بالای خط فقر برسد، چه باید کرد. نظریهٔ نیازهای اساسی بر سرمایه‌گذاری در فعالیت‌های مؤثر اقتصادی تأکید نمی‌کند، بلکه فقط بر ادامهٔ حیات جامعه تأکید دارد. نیازهای اساسی را می‌توان به عنوان معیار مطلق فقر به کار برد.
هواداران نظریهٔ نیازهای اساسی معتقدند که از بین بردن فقط مطلق، راه مناسبی برای فعال کردن افراد در جامعه است به‌طوری‌که بتوانند نیروی کار بهتری ارائه دهند و نقش مصرف‌کننده و پس‌اندازکننده داشته باشند.
رویکرد نیازهای اساسی، منتقدان بسیاری دارد و انتقادها عبارتند از اینکه ۱. این نظریه فاقد دقت و صلابت نظری مناسب است ۲. فاقد چارچوب عملی مشخص است، ۳. در تضاد با سیاست‌های ارتقای رشد قرار دارد و ۴. این خطر وجود دارد که این نظریه باعث عقب‌گرد دائمی کشورهای در حال توسعه شود.

## نظریهٔ نئولیبرالیست
ریشه‌های نظریهٔ توسعهٔ نئوکلاسیک به اقتصاد کلاسیک بازمی‌گردد. اقتصاد کلاسیک در قرن هجدهم و نوزدهم تدوین شد و مسئلهٔ اصلی آن، ارزش محصولات و نحوهٔ وابستگی به عوامل تولید بود. آدام اسمیت و دیوید ریکاردو از اولین نظریه‌پردازان اقتصاد کلاسیک بودند. اقتصاددانان کلاسیک – همچون اقتصاددانان نئوکلاسیک- طرفدار بازار آزاد و مخالف دخالت دولت در این بازارها بودند. «دست نامرئی» آدام اسمیت به این معناست که تجارت آزاد در نهایت به نفع تمام جامعه خواهد بود. جان مینارد کینز هم یکی از اقتصاددانان کلاسیک برجسته بود که کتاب تأثیرگذارش تحت عنوان «نظریهٔ عمومی اشتغال، بهره و پول» را در سال ۱۹۳۶ نوشت.
نظریهٔ توسعهٔ نئوکلاسیک در پایان دههٔ ۱۹۷۰ و به‌خصوص با انتخاب مارگارت تاچر در انگلستان و رونالد ریگان در آمریکا، جایگاه مهمی یافت. همچنین بانک جهانی در سال ۱۹۸۰ رویکرد خود را از نیازهای اساسی به اقتصاد نئوکلاسیک تغییر داد. از اوایل دههٔ ۱۹۸۰، نظریهٔ توسعهٔ نئوکلاسیک رفته رفته کنار گذاشته شد.

### اصلاح ساختاری
یکی از پیامدهای نظریهٔ توسعهٔ نئوکلاسیک برای کشورهای در حال توسعه، برنامه‌های اصلاح ساختاری (SAP) بود که بانک جهانی و صندوق بین‌المللی پول کشورها را به اجرای آن تشویق می‌کردند. جنبه‌های مهم این برنامه‌ها عبارتند از:
1. مشقت اقتصادی (کاهش مالیهٔ عمومی)
2. خصوصی‌سازی (که باید علاوه بر تأمین پول برای دولت، کارکرد مالی نهادهای مربوطه را بهبود می‌بخشید و کارآمدی را بالا می‌برد)
3. آزادسازی تجارت، کاهش ارزش پول و انحلال هیئت‌های بازاریابی (به منظور افزایش مزیت نسبی ثابتی که کشور در حال توسعه در بازار جهانی دارد)
4. صرفه‌جویی دولت و مقررات‌زدایی و نظارت‌زدایی (به منظور تشویق بازار آزاد)

این معیارها در اقداماتی که «مؤسسهٔ اقتصاد بین‌المللی» انجام داد، مشهود بود. این مؤسسه، رعایت معیارهای فوق را برای احیای آمریکای لاتین پس از بحران‌های اقتصادی و مالی دههٔ ۱۹۸۰ ضروری می‌دانست. این معیارها را «اجماع واشینگتن» می‌نامند (اصطلاحی که جان ویلیامسون، اقتصاددان انگلیسی در سال ۱۹۸۹ ابداع کرد).

## روندهای کنونی

### نظریهٔ پساتوسعه
نظریهٔ پساتوسعه، مکتبی فکری است که ایدهٔ توسعهٔ اقتصادی ملی را به کلی زیر سؤال می‌برد. طبق دیدگاه پژوهشگران نظریهٔ پساتوسعه، کل مفهوم و روش‌های توسعه، بازتابی از سیطرهٔ کشورهای غربی بر سایر کشورهاست و توسعه، مفهومی مصنوعی و ساختهٔ فضاهای آکادمیک است که ریشه در ایدئولوژی‌های سیاسی و اقتصادی دارد. نظریهٔ پساتوسعه در دههٔ ۱۹۸۰ و دههٔ ۱۹۹۰ شکل گرفت و اهمیت یافت.
طبق دیدگاه نظریه‌پردازان پساتوسعه، ایدهٔ توسعه فقط یک «ساخت ذهنی» است که باعث ایجاد رتبه‌بندی کشورهای توسعه‌یافته و روبه‌توسعه شده‌است و بر اساس آن، کشورهای در حال توسعه می‌خواهند شبیه کشورهای توسعه‌یافته شوند.
طبق نظر ولفگانگ ساکس، تفکر توسعه‌محور تحت تسلط غرب و کاملاً قوم‌پرستانه است. نظریه‌پردازان پساتوسعه معتقدند شیوهٔ زندگی غربی اصولاً شاید هدف مطلوبی برای سایر کشورها نباشد و اساساً برای آن کشورها، واقع‌گرایانه هم نیست. آن‌ها مدعی هستند که توسعه یعنی از دست رفتن فرهنگ خود کشور، تغییر هویت و برداشتی که مردم از خودشان دارند و همچنین دگرگونی شیوه‌های زندگی. بنا به نظر مجید رهنما، صاحبنظر برجستهٔ دیگر در حوزهٔ پساتوسعه، مفاهیمی مثل فقر کاملاً مبتنی بر فرهنگ هستند و ممکن است از فرهنگی به فرهنگ دیگر، معانی کاملاً متفاوتی داشته باشند. نهادهایی که نگران توسعه‌نیافتگی هستند، کاملاً غرب‌محور به نظر می‌رسند و پژوهشگران پساتوسعه می‌خواهند فرهنگ‌های دیگر هم در تفکر توسعه‌محور، حرفی برای گفتن داشته باشند.
نظریهٔ پساتوسعه از دیدگاه‌های رایج دربارهٔ جامعه فاصله می‌گیرد. طبق نظر آرتورو اسکوبار، پساتوسعه به فرهنگ و معرفت محلی توجه دارد و نوعی دیدگاه نقادانه در برابر علوم رایج ارائه می‌دهد و ارتقای جنبش‌های مردمی محلی را تشویق می‌کند. همچنین صاحبنظران پساتوسعه طرفدار تغییر ساختاری به منظور رسیدن به همبستگی، تعامل، و توجه بیشتر به دانش و معرفت سنتی هستند.

### توسعهٔ پایدار
توسعهٔ پایدار، شکلی از توسعه است که نیازهای کنونی را رفع می‌کند، اما توانایی نسل‌های آینده برای رفع نیازهای خود را در معرض خطر قرار نمی‌دهد (تعریف کمیسیون جهانی محیط زیست و توسعه). تعاریف دیگری از توسعهٔ پایدار وجود دارد، اما نقطهٔ مشترک همهٔ آن‌ها این است که به ظرفیت تحمل کرهٔ زمین و نظام‌های طبیعی آن و چالش‌های پیش روی بشریت توجه دارند. توسعهٔ پایدار را می‌توان به پایداری زیست‌محیطی، پایداری اقتصادی و پایداری اجتماعی-سیاسی تقسیم کرد. کتاب «محدودیت‌های رشد» که به سفارش «باشگاه رم» نوشته‌شد، باعث شد تفکر دربارهٔ پایداری اهمیت یابد.
گرم شدن زمین نیز از جمله مسائل مهم مورد تأکید در جنبش توسعهٔ پایدار است. این امر به ایجاد پیمان کیوتو در سال ۱۹۹۷ با هدف کاهش گازهای گلخانه‌ای منجر شد.
مخالفان پیامدهای توسعهٔ پایدار اغلب به منحنی زیست‌محیطی کوزنتس اشاره می‌کنند. نکتهٔ اصلی این منحنی آن است که وقتی یک اقتصاد رشد می‌کند، تولید سرمایه‌محور و دانش‌محور پدید می‌آید. به عبارت دیگر، وقتی یک اقتصاد رشد می‌کند، آلودگی‌ها بیشتر می‌شود، اما فقط تا وقتی که به یک آستانهٔ خاص برسیم که در آن تولید دیگر چندان مبتنی بر منابع نیست و پایدارتر است. نتیجه اینکه به یک سیاست حامی رشد و نه ضدرشد نیاز داریم تا بتوانیم مشکل محیط زیست را حل کنیم. اما مسئله اینجاست که شواهد برای منحنی زیست‌محیطی کوزنتس بسیار ضعیف است. همچنین، بر مبنای تجربه می‌توان گفت که افراد وقتی درآمدشان افزایش می‌یابد، بیشتر تمایل دارند که محصولات بیشتری مصرف کنند. شاید این محصولات به صورتی سازگارتر با محیط زیست تولید شده باشند، اما به‌طور کلی، مصرف بیشتر، این نقطهٔ مثبت را از بین می‌برد. از سوی دیگر، افرادی مانند جولیان سیمون، اقتصاددان و نظریه‌پرداز آمریکایی، معتقدند که تحولات فناوری در آینده باعث حل مشکلات آتی خواهد شد.

### نظریهٔ توسعهٔ انسانی
نظریهٔ توسعهٔ انسانی، یک نظریه است که ایده‌هایی از حوزه‌های مختلف مثل بوم‌شناسی، توسعهٔ پایدار، فمینیسم و اقتصاد رفاه‌محور را به کار می‌گیرد. این نظریه از سیاست تجویزی فاصله می‌گیرد و بر این مسئله متمرکز می‌شود که چگونه می‌توان سرمایهٔ اجتماعی و سرمایهٔ آموزشی را به کار گرفت تا ارزش کلی سرمایهٔ انسانی در اقتصاد افزایش یابد.
آمارتیا سن و محبوب الحق، برجسته‌ترین نظریه‌پردازان توسعهٔ انسانی هستند. آثار سن متمرکز بر توانمندی‌ها هستند یعنی آنچه افراد می‌توانند انجام دهند یا آنچه می‌توانند باشند. همین توانمندی‌ها هستند که میزان رفاه افراد را تعیین می‌کنند، نه درآمد یا کالاهایی که دریافت می‌کنند (مثلاً در رویکرد نیازهای اساسی). این ایدهٔ اساسی مبنای تدوین شاخص توسعهٔ انسانی است. این معیار توسعهٔ انسان‌محور را اولین بار برنامهٔ عمران سازمان ملل متحد در گزارش‌های توسعهٔ انسانی به کار برد. جنبهٔ اقتصادی کار آمارتیا سن را می‌توان در حوزهٔ اقتصاد رفاه‌محور قرار داد که تأثیر سیاست‌های اقتصادی بر رفاه افراد را ارزشیابی می‌کند. سن همچنین کتاب تأثیرگذار «توسعه به مثابه آزادی» را نوشت که جنبه‌های اخلاقی را هم در حوزهٔ اقتصاد توسعه در نظر می‌گیرد.

## برای مطالعهٔ بیشتر
- M. P. Cowen and R. W. Shenton, Doctrines of Development, Routledge (1996), ISBN 978-0-415-12516-1.
- Peter W. Preston, Development Theory: An Introduction to the Analysis of Complex Change, Wiley-Blackwell (1996), ISBN 978-0-631-19555-9.
- Peter W. Preston, Rethinking Development, Routledge & Kegan Paul Books Ltd (1988), ISBN 978-0-7102-1263-4.
- Richard Peet with Elaine Hartwick, "Theories of Development", The Guilford Press (1999) ISBN 1-57230-489-8
- Walt Whitman Rostow, (1959), The stages of economic growth. The Economic History Review, 12: 1–16. doi: 10.1111/j.1468-0289.1959.tb01829.x
- Tourette, J. E. L. (1964), Technological change and equilibrium growth in the Harrod-Domar model. Kyklos, 17: 207–226. doi: 10.1111/j.1467-6435.1964.tb01832.x
- امیل دورکیم، Emile. The Division of Labor in Society. Trans. Lewis A. Coser. New York: Free Press, 1997, pp. 39, 60, 108.
- John Rapley (2007), Understanding Development. Boulder, London: Lynne Rienner Publishers
- Meadows et al. (1972), The Limits to Growth, Universe Books, ISBN 0-87663-165-0
- Hunt, D. (1989), Economic Theories of Development: An Analysis of Competing Paradigms. London: Harvester Wheatsheaf
- Greig, A. , D. Hulme and M. Turner (2007). "Challenging Global Inequality. Development Theory and Practice in the 21st century". Palgrave Macmillan, New York.